# Liste der Monuments historiques in Rochefort-sur-Loire
Die Liste der Monuments historiques in Rochefort-sur-Loire führt die Monuments historiques in der französischen Gemeinde Rochefort-sur-Loire auf.

## Liste der Bauwerke
| Bezeichnung         | Beschreibung              | Standort | Kennzeichnung | Schutzstatus | Datum | Bild           |
| ------------------- | ------------------------- | -------- | ------------- | ------------ | ----- | -------------- |
| Kirche Sainte-Croix | Erbaut im 16. Jahrhundert | (Lage)   | PA49000075    | Inscrit      | 2008  | weitere Bilder |

## Liste der Objekte
- Monuments historiques (Objekte) in Rochefort-sur-Loire in der Base Palissy des französischen Kultusministeriums